# Världsmästerskapet i bandy för herrar 2006
Världsmästerskapet i bandy för herrar 2006 var det 26:e världsmästerskapet i bandy för herrar och spelades i Sverige 28 januari-5 februari 2006. Ryssland vann turneringen före Sverige och Finland. Tolv länder deltog: i A-gruppen spelade Ryssland, Finland, Sverige, Kazakstan, Norge och Vitryssland; i B-gruppen spelade USA, Kanada, Ungern, Nederländerna, Mongoliet och Estland.

## Ansökningar
I februari 2004 uttalade Hälsingland sitt intresse för att arrangera turneringen, med finalmatchen avsedd att spelas inuti Edsbyn Arena för att undvika påverkan från vädrets makter. Även Dalarna, Göteborg, Stockholm och Västerås visade intresse. Den 27 november 2004 beslutade Svenska Bandyförbundet att turneringen skulle spelas i antingen Dalarna eller Stockholm. Den 14 januari 2005 meddelades att valet föll på Stockholm.

## Kvalificerade nationer
Asien
- Kazakstan
- Mongoliet

Europa
- Estland
- Finland
- Nederländerna
- Norge
- Ryssland
- Sverige
- Ungern
- Vitryssland

Nordamerika
- Kanada
- USA

## A-VM

### Gruppspel
| Land        | P  | V | O | F | GM | IM | +/- |
| ----------- | -- | - | - | - | -- | -- | --- |
| Ryssland    | 10 | 5 | 0 | 0 | 52 | 14 | +38 |
| Finland     | 8  | 4 | 0 | 1 | 32 | 16 | +16 |
| Sverige     | 6  | 3 | 0 | 2 | 41 | 14 | +27 |
| Kazakstan   | 4  | 2 | 0 | 3 | 31 | 50 | -19 |
| Norge       | 2  | 1 | 0 | 4 | 28 | 36 | -8  |
| Vitryssland | 0  | 0 | 0 | 5 | 12 | 66 | -54 |

28 januari 2006
| Norge       | 2 - 12 | Ryssland  | 10:00, Zinkensdamms IP, Stockholm |
| Sverige     | 14 - 1 | Kazakstan | 14:00, Zinkensdamms IP, Stockholm |
| Vitryssland | 1 - 13 | Finland   | 17:00, Zinkensdamms IP, Stockholm |

29 januari 2006
| Norge     | 17 - 2 | Vitryssland | 12:00, Isstadion, Eskilstuna    |
| Kazakstan | 3 - 21 | Ryssland    | 13:15, Backavallen, Katrineholm |
| Sverige   | 4 - 5  | Finland     | 15:00, Isstadion, Eskilstuna    |

30 januari 2006
| Kazakstan   | 10 - 4 | Norge   | 16:30, Ramdalens IP, Oxelösund |
| Vitryssland | 1 - 13 | Sverige | 19:30, Ramdalens IP, Oxelösund |

31 januari 2006
| Finland | 1 - 5 | Ryssland | 19:00, Ekvallen, Gustavsberg |

1 februari 2006
| Vitryssland | 4 - 14 | Kazakstan | 13:00, Rocklunda IP, Västerås |
| Norge       | 3 - 6  | Finland   | 16:30, Rocklunda IP, Västerås |
| Ryssland    | 5 - 4  | Sverige   | 19:30, Rocklunda IP, Västerås |

2 februari 2006
| Ryssland | 9 - 4 | Vitryssland | 13:00, Zinkensdamms IP, Stockholm |
| Finland  | 7 - 3 | Kazakstan   | 16:30, Zinkensdamms IP, Stockholm |
| Sverige  | 6 - 2 | Norge       | 19:30, Zinkensdamms IP, Stockholm |

### Slutspel

#### Semifinaler
4 februari 2006
| Ryssland | 13 - 3 | Kazakstan | 12:00, Isstadion, Eskilstuna   |
| Sverige  | 3 - 1  | Finland   | 15:45, Stångebro IP, Linköping |

#### Bronsmatch
5 februari 2006
| Finland | 7 - 4 | Kazakstan | 11:00, Zinkensdamms IP, Stockholm |

#### Final
5 februari 2006
| Ryssland | 3 - 2 | Sverige | 14:00, Zinkensdamms IP, Stockholm |

## B-VM

### Gruppspel
| Land          | P  | V | O | F | GM | IM | +/- |
| ------------- | -- | - | - | - | -- | -- | --- |
| USA           | 10 | 5 | 0 | 0 | 50 | 2  | +48 |
| Kanada        | 8  | 4 | 0 | 1 | 21 | 4  | +17 |
| Ungern        | 6  | 3 | 0 | 2 | 10 | 16 | -6  |
| Nederländerna | 4  | 2 | 0 | 3 | 7  | 27 | -20 |
| Mongoliet     | 2  | 1 | 0 | 4 | 4  | 27 | -23 |
| Estland       | 0  | 0 | 0 | 5 | 6  | 22 | -16 |

1 februari 2006
| Mongoliet     | 4 - 3  | Estland       | 09:00, Ekvallen, Gustavsberg |
| USA           | 10 - 1 | Ungern        | 11:00, Ekvallen, Gustavsberg |
| Nederländerna | 0 - 9  | Kanada        | 13:00, Ekvallen, Gustavsberg |
| USA           | 8 - 0  | Estland       | 15:00, Ekvallen, Gustavsberg |
| Ungern        | 0 - 3  | Kanada        | 17:00, Ekvallen, Gustavsberg |
| Mongoliet     | 0 - 3  | Nederländerna | 19:00 Ekvallen, Gustavsberg  |

2 februari 2006
| Mongoliet     | 0 - 14 | USA           | 09:00, Ekvallen, Gustavsberg |
| Nederländerna | 1 - 3  | Ungern        | 11:00, Ekvallen, Gustavsberg |
| Estland       | 0 - 4  | Kanada        | 13:00, Ekvallen, Gustavsberg |
| USA           | 14 - 0 | Nederländerna | 15:00, Ekvallen, Gustavsberg |
| Ungern        | 3 - 2  | Estland       | 17:00, Ekvallen, Gustavsberg |
| Kanada        | 4 - 0  | Mongoliet     | 19:00, Ekvallen, Gustavsberg |

3 februari 2006
| Estland | 1 - 3 | Nederländerna | 15:00, Zinkensdamms IP, Stockholm |
| Ungern  | 3 - 0 | Mongoliet     | 17:00, Zinkensdamms IP, Stockholm |
| Kanada  | 1 - 4 | USA           | 19:00, Zinkensdamms IP, Stockholm |

### Slutspel

#### Match om fjärdeplats
4 februari 2006
| Nederländerna | 4 - 3 | Mongoliet | 09:00, Ekvallen, Gustavsberg |

#### Match om andraplats
4 februari 2006
| Kanada | 5 - 0 | Ungern | 11:00, Ekvallen, Gustavsberg |

#### Kval till A-gruppen
4 februari 2006
| Vitryssland | 3 - 2 | USA | 13:00, Ekvallen, Gustavsberg |